# Debre Sina (woreda)
Pour l’article homonyme, voir Debre Sina.
Debre Sina est l’un des 105 woredas de la région Amhara, en Éthiopie.